# Points of Authority
"Points of Authority" là một bài hát của Linkin Park, là ca khúc thứ 4 được trích từ album phòng thu đầu tiên của họ, Hybrid Theory. Các khổ hát của Mike Shinoda ban đầu có phần lời khác, còn phần của Chester Bennington không khác gì phiên bản Hybrid Theory. Bài hát được phát hành quảng bá vào năm 2001. Đĩa đơn CD cho bài hát được ấn định phát hành tại Anh vào tháng 9 năm 2001, nhưng thay vào đó, "Papercut" được phát hành làm đĩa đơn thứ 3 trong album. Sau đó, nó được lên kế hoạch làm đĩa đơn chính thức thứ 5 của album và phát hành vào tháng 1 năm 2002 nhưng đã bị hủy bỏ không rõ lý do. Thay vào đó, phiên bản phối lại của bài hát đã được phát hành.
Bản phối lại của bài hát “Pts.OF.Athrty" được phát hành làm đĩa đơn duy nhất trích từ album remix Reanimation (2002), trong khi một bản phối khác của The Crystal Method được phát hành trong LP Underground 2.0. Bài hát là một trong số 7 bài hát của Linkin Park xuất hiện trong đĩa EP Collision Course mash-up với rapper người Mỹ Jay-Z. Bài hát được sử dụng trong bộ phim Little Nicky năm 2000 của Adam Sandler.

## Video âm nhạc
Video âm nhạc được đạo diễn bởi Nathan "Karma" Cox và đã được phát hành để quảng bá cho DVD Frat Party at the Pankake Festival. Trong video có các buổi trình diễn trực tiếp của Linkin Park trong chuyến lưu diễn của họ vào năm 2001.
Tính đến tháng 1 năm 2021, bài hát đã có 26 triệu lượt xem trên YouTube.

## Danh sách bài hát
| CD Quảng bá Châu Âu | CD Quảng bá Châu Âu   | CD Quảng bá Châu Âu |
| STT                 | Nhan đề               | Thời lượng          |
| ------------------- | --------------------- | ------------------- |
| 1.                  | "Points of Authority" | 3:22                |

## Pts.OF.Athrty
Một bản phối lại của "Points of Authority", có tiêu đề "Pts.OF.Atrty", được phát hành làm đĩa đơn từ album phối lại của họ, Reanimation. Đĩa đơn có các bản phối lại của các bài hát từ Hybrid Theory như "Points of Authority", "High Voltage" và "By Myself".
"Points of Authority" được phối âm lại bởi Jay Gordon từ Orgy, "High Voltage" được phối âm lại bởi Evidence cùng Pharoahe Monch, và "By Myself" được phối âm lại bởi Marilyn Manson.
Ngoài ra còn có một phiên bản thay thế cho bản phối lại của Jay Gordon, xuất hiện trên trang web của Jay Gordon vào năm 2008. Đây là phiên bản demo của bài hát.

### Danh sách bài hát
Tất cả các ca khúc được viết bởi Linkin Park.
| "Pts.OF.Athrty" | "Pts.OF.Athrty"                                     | "Pts.OF.Athrty" | "Pts.OF.Athrty" |
| STT             | Nhan đề                                             | Sáng tác        | Thời lượng      |
| --------------- | --------------------------------------------------- | --------------- | --------------- |
| 1.              | "Pts.OF.Athrty"                                     |                 | 3:36            |
| 2.              | "Buy Myself (remix of By Myself by Marilyn Manson)" | Linkin Park     | 4:26            |
| 3.              | "H! Vltg3"                                          |                 | 3:32            |

Tất cả các ca khúc được viết bởi Linkin Park.
| "H! Vltg3/Pts.OF.Athrty" | "H! Vltg3/Pts.OF.Athrty"                            | "H! Vltg3/Pts.OF.Athrty" | "H! Vltg3/Pts.OF.Athrty" |
| STT                      | Nhan đề                                             | Sáng tác                 | Thời lượng               |
| ------------------------ | --------------------------------------------------- | ------------------------ | ------------------------ |
| 1.                       | "H! Vltg3"                                          |                          | 3:30                     |
| 2.                       | "Pts.OF.Athrty"                                     |                          | 3:36                     |
| 3.                       | "Buy Myself (remix of By Myself by Marilyn Manson)" | Linkin Park              | 4:26                     |

### Video âm nhạc
Bản phối lại này của "Points of Authority" nổi tiếng nhờ video âm nhạc của nó, một trận chiến hoàn toàn bằng CGI giữa các robot, được cai trị bởi những cái đầu của các thành viên Linkin Park và một chủng tộc ngoài hành tinh.
Đạo diễn Joe Hahn giải thích rằng các sự kiện trong video diễn ra sau khi loài người tuyệt diệt và tất cả những gì còn lại là đầu của sáu thành viên Linkin Park. Đoạn video cũng được cho là lấy cảm hứng từ những cảnh trong mơ trong bộ phim Final Fantasy: The Spirits Within năm 2001. Video âm nhạc đã được phát sóng trên kênh Toonami của Cartoon Network (khoảng năm 2002). Ngoài ra còn có một video về "Points of Authority" từ Hybrid Theory, trong đó có cảnh ban nhạc đang trình diễn trực tiếp. Nó xuất hiện trong DVD Frat Party at the Pankake Festival.
Một video khác có màn trình diễn trực tiếp "Points of Authority" từ album trực tiếp Live in Texas của Linkin Park. Phiên bản Live in Texas có trên iTunes, cùng với Lying from You. Video "Points of Authority" không được Linkin Park hay Warner Bros. Records tải lên YouTube. Nó chỉ có trên Linkinpark.com. Video âm nhạc "Pts.OF.Athrty " có trên cả kênh YouTube của Linkin Park  và Warner Bros. Records .

#### iTunes
Ngoài các video âm nhạc cho Points of Authority, Frgt/10, Enth E Nd và Kyur4 Th Ich, chỉ có Pts.of.Athrty và Frgt/10 có trên iTunes dưới dạng video (Pts.of.Athrty có ở Hoa Kỳ và Canada, Frgt/10 chỉ có ở Canada).

### Xếp hạng
| Bảng xếp hạng (2002)            | Vị trí cao nhất |
| ------------------------------- | --------------- |
| Úc (ARIA)                       | 44              |
| Áo (Ö3 Austria Top 40)          | 47              |
| Canada (Nielsen SoundScan)      | 4               |
| Đức (GfK)                       | 31              |
| Ireland (IRMA)                  | 25              |
| Hà Lan (Single Top 100)         | 54              |
| Ý (FIMI)                        | 39              |
| Scotland (OCC)                  | 6               |
| Thụy Điển (Sverigetopplistan)   | 45              |
| Thụy Sĩ (Schweizer Hitparade)   | 61              |
| Anh Quốc Rock and Metal (OCC)   | 1               |
| Anh Quốc (OCC)                  | 9               |
| US Billboard Modern Rock Tracks | 29              |

| Bảng xếp hạng (2017)          | Vị trí cao nhất |
| ----------------------------- | --------------- |
| Anh Quốc Rock and Metal (OCC) | 6               |